# Jaroměř
Jaroměř é uma cidade checa localizada na região de Hradec Králové, distrito de Náchod‎.

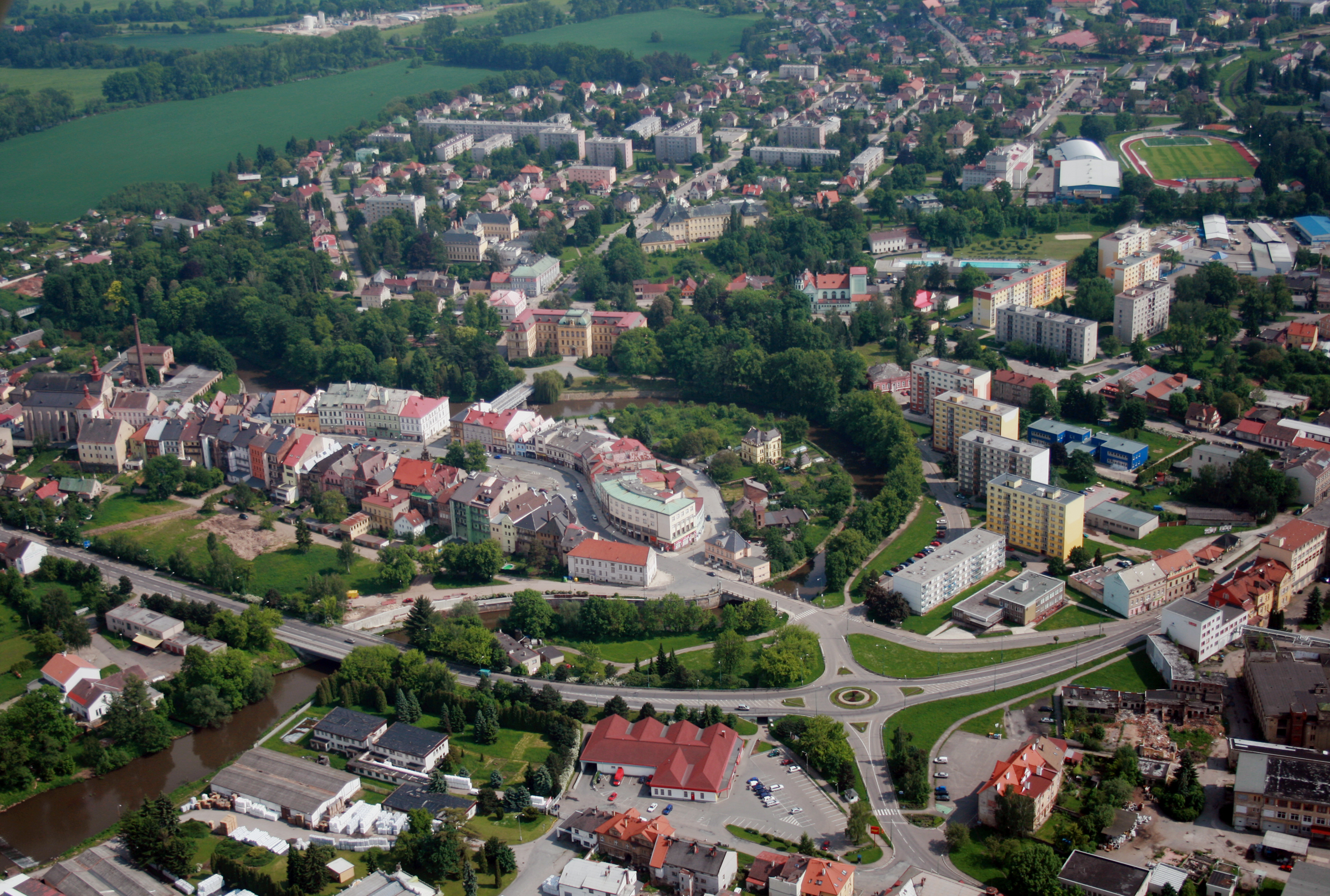
Air photo of centrum